# Didattica e storia della fisica
La denominazione didattica e storia della fisica si riferisce a un settore scientifico-disciplinare (s.s.d.) dell'ordinamento universitario italiano. Gli interessi e i campi di indagine di tale settore comprendono sia la storia della fisica sia lo studio e lo sviluppo delle metodologie didattiche che consentano di trasferire, comunicare, insegnare e apprendere i concetti di fondo e le conoscenze della fisica. La ricerca in didattica e storia della fisica è stata riconosciuta come un legittimo sottocampo di ricerca della fisica solo a partire dai prima anni del 2000, e tuttavia c'è ancora confusione a riguardo. Non si occupa soltanto di sviluppo di curriculum o progettazione didattica, e non è semplicemente un servizio per gli insegnanti, anche se i suoi risultati possono essere utilizzati da questi ultimi. Rappresenta invece un'indagine mirata su ciò che accade quando gli studenti lottano per afferrare e utilizzare i concetti della fisica.

## Competenze
Rientrano tra le competenze del settore anche le problematiche storiche, epistemologiche e didattiche collegate ai fondamenti della fisica classica e moderna.

## Classificazione
Il settore scientifico-disciplinare, numerato con la sigla FIS/08, è inserito nel settore concorsuale 02/D1 – Fisica applicata, didattica e storia della fisica. Questo fa parte a sua volta del macrosettore concorsuale 02/D, di uguale denominazione, incluso nell'area disciplinare 02 – Scienze fisiche.